# 뮈라
뮈라(그리스어: Μύρα, 영어: Myra)는 고대 리키아의 도시였다. 그곳의 칼레(데므레)가 오늘날 튀르키예 안탈리아 주에 위치하며, 알라카닥과 에게해 사이의 뮈로스 강 유역에 있다.
일부 학자들은 뮈라를 아르자와의 마을 뮈라와 연관짓지만 그 관계에 대한 증거는 없다. 리키아 동맹(168 BC - AD 43)의 일원으로 목록화되기 전의 뮈라에 대한 실질적인 기록 문헌은 없다. 스트라보에 따르면 그곳은 동맹 최대의 도시 중 하나였다.
그리스 시민들은 아르테미스 엘레우테리아를 숭배하였는데 그녀는 마을의 수호 여신이었다. 제우스, 아테나와 티체도 숭배의 대상이었다.
초기 기독교 시대에 뮈라는 리키아의 수도였으며, 전통적으로 성인 바오로와 관련되어 있었다.
뮈라의 성자 니콜라스는 4세기 뮈라의 추기경으로 325년 나카에아의 첫 위원회에서 아리아니즘의 반대자였다. 뮈라는 리키아의 비잔틴 군주 테오도시우스 2세의 수도이기도 했으며 그의 통치 기간은 408년에서 450년까지였다.
고대 뮈라의 유적은 언덕의 아크로폴리스,남서쪽에 극장과 절벽묘지가 있는 아고라, 남동쪽 미로스 강가에 위치한 묘지와 수로 등 3개의 지역으로 구분된다.

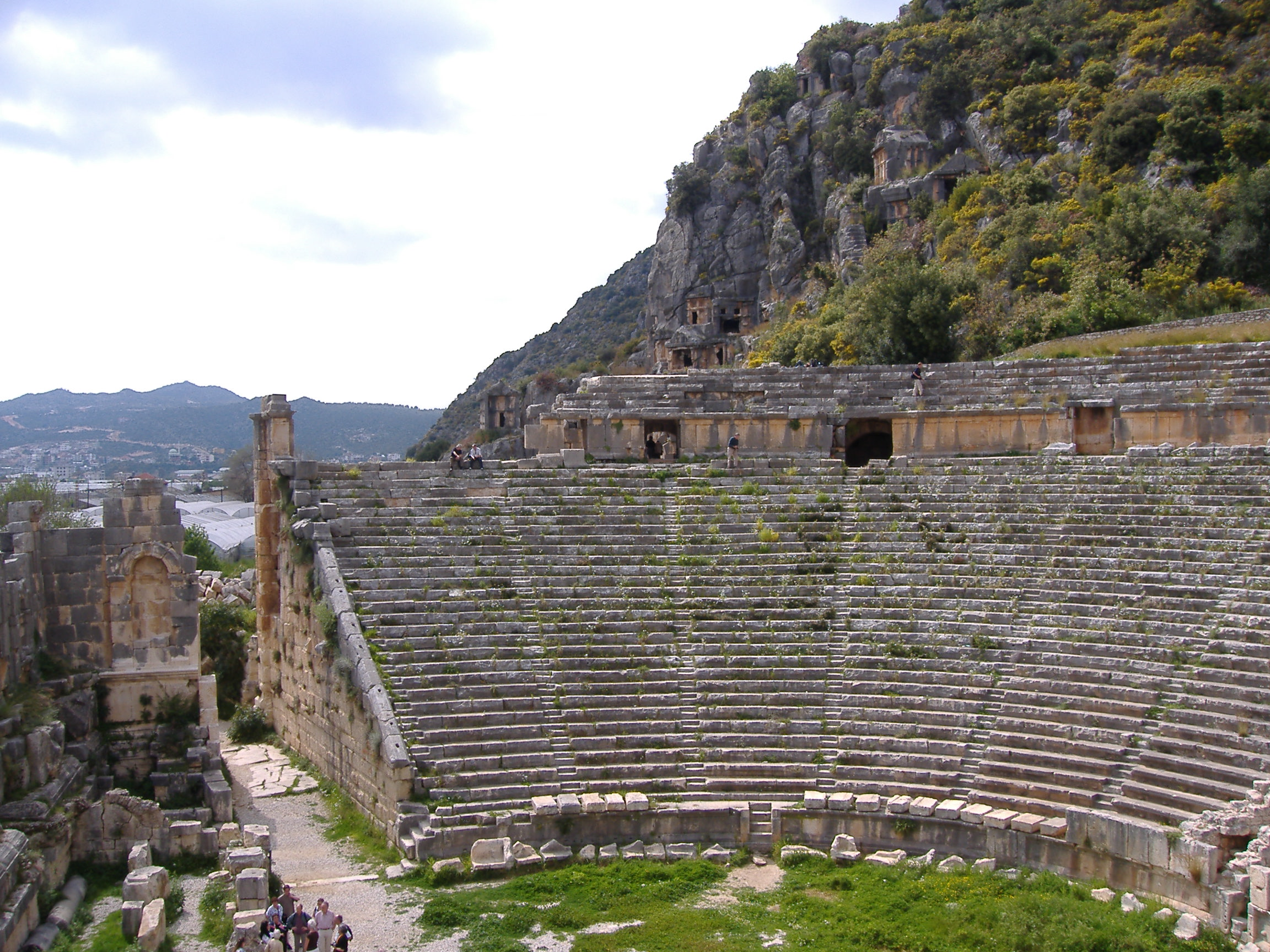
뮈라의 로마 극장과 리키아식의 절벽을 깎아 만든 무덤
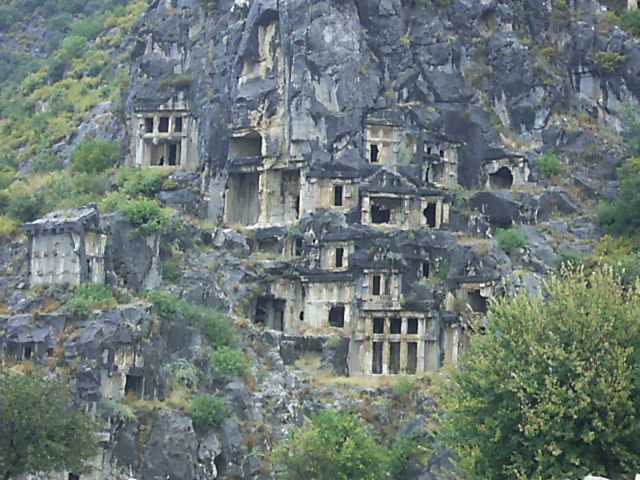
바위를 깎아 만든 무덤
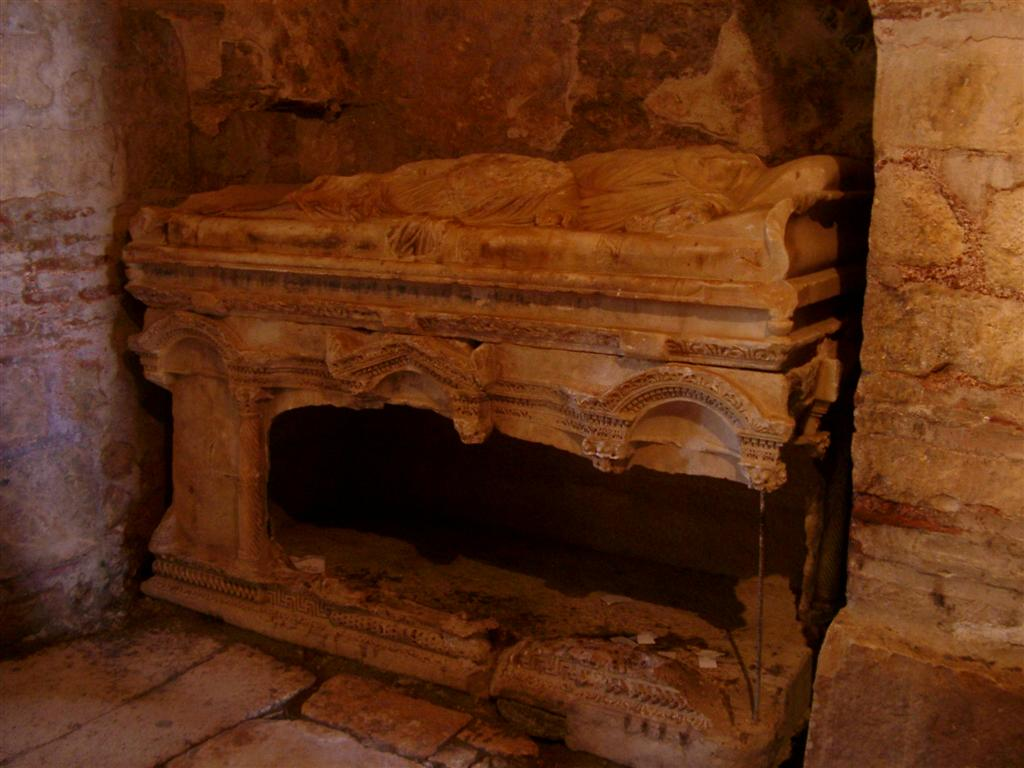
뮈라 바실리카의 성자 니콜라스의 원무덤